# جامعة هانيانغ
جامعة هانيانغ (هانغل: 한양 대학교) هي واحدة من جامعات الأبحاث الخاصة الرائدة في مجال الهندسة في كوريا الجنوبية. بحرمين جامعيين رئيسيين، الأول يقع في سيونغدونغ غو في وسط سيول والحرم الثاني مجمع صناعة البحوث التعليمية الملقب ب«إيريكا» والذي يقع في أنسان.
تأسست الجامعة عندما أسس طبيب الأدب كيم ليون جون أول معهد هندسي في البلاد عرف باسم (معهد دونغا للهندسة) في عام 1939 وبعد عقدين من الزمن أصبحت المدرسة جامعة هانيانغ المتعددة التخصصات.
في عام 2016، أصبح حرم سيول يتألف من 15 كلية تقدم 60 درجة مختلفة. في حين يتألف الحرم الجامعي إيريكا من 8 كليات مع 40 درجة مختلفة، بالإضافة إلى ما مجموعه 21 برنامج ماجستير لكلى الحرمين الجامعيين. في عام 2018، عقدت المدرسة 777 شراكة مع جامعات في 76 دولة أجنبية مما جعلها تستضيف أكثر من 3300 طالب أجنبي سنويا.
اشتق اسم الجامعة هانيانغ من الاسم السابق للعاصمة سول المستخدم خلال سلالة تشوسون.

## وصلات خارجية
- الموقع الرسمي